# Frostia godavariensis
Frostia godavariensis là một loài bọ cánh cứng trong họ Cantharidae. Loài này được Wittmer in Wittmer & Brancucci miêu tả khoa học năm 1978.